# Котиков, Александр Георгиевич
Александр Георгиевич Котиков (14 [27] августа 1902, Бакино, Российская империя — 19 июля 1981, Москва) — офицер советской армии, генерал-майор (2.11.1944).
Комендант советского сектора Берлина, начальник Берлинского гарнизона (2 апреля 1946 — 7 июня 1950).

## Биография
Александр Георгиевич Котиков родился 27 августа 1902 года в деревне Бакино Белевского уезда Тульской губернии (ныне Белёвский район Тульской области) в крестьянской семье.
В 1921 году окончил Тульский коммунистический университет.
В 1926 году у него рождается старший сын, которого он назвал Генрихом, в честь немецкого поэта Генриха Гейне. Кроме сына Генриха у Котикова было две дочери — Светлана (1945—1996) и Елена (1946—199?). Жена — Надежда Петровна Котикова. Дочь Елена вышла замуж за художника, позднее ставшего священником, а Светлана выбрала карьеру актрисы.
В РККА с 1922 года. Член ВКП(б) с 1920 года.
В 1933 году окончил Военно-политическую академию имени В. И. Ленина.
С 1940 по июль 1942 года — заместитель начальника Организационного отдела Главного политического управления РККА.
На фронтах Великой Отечественной войны с 1942 года.
С 6 сентября 1942 по 27 июля 1943 года — начальник политического отдела 54-й армии Волховского фронта. Контужен в 1942 году. Участвовал в Калинковичско-Мозырской, Пинско-Кобринской операциях, освобождении Варшавы и Берлина.
В 1943 году окончил ускоренный курс Военной академии имени М. В. Фрунзе в Москве.
С 17 ноября 1943 года до конца войны — начальник политотдела 61-й армии 1-го Белорусского фронта. За «исключительную настойчивость и умение в мобилизации личного состава через партполитаппарат, на обеспечение выполнения задач, стоящих перед армией», проявленные при форсировании Одера, был представлен командующим армией генерал-полковником П. А. Беловым к награждению Орденом Ленина, однако был награждён орденом Суворова II степени.
После окончания Великой Отечественной войны — с июля 1945 по 29 марта 1946 года руководитель Советской военной администрации (СВАГ) в провинциях Саксония и Саксония-Ангальт по делам гражданской администрации с расположением штаба в Зале.

## Комендант Берлина

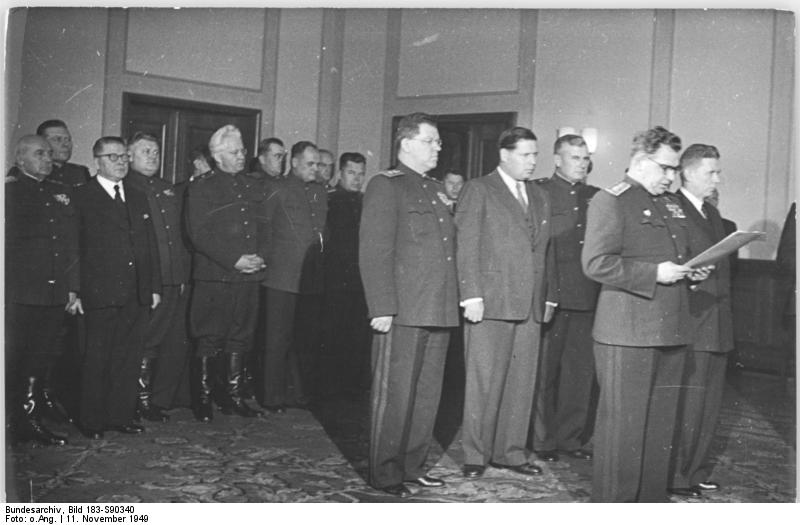
А. Г. Котиков (на заднем плане) на церемонии передачи Главноначальствующим СВАГ В. И. Чуйковым юридические полномочия управления в советской зоне оккупации министру юстиции ГДР. 11 ноября 1949 г.

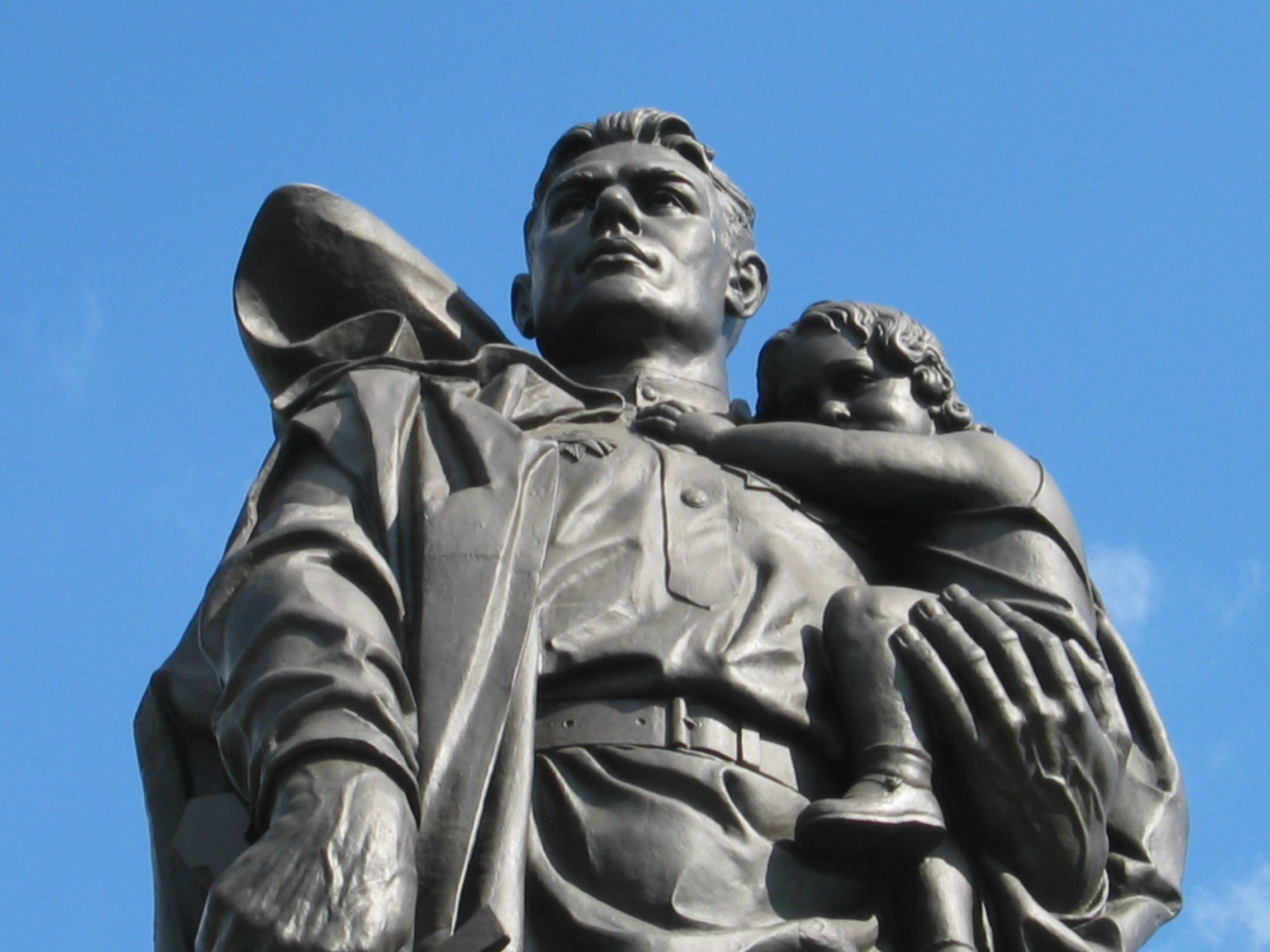
Воин-освободитель с девочкой на руках, которую лепили с дочери А. Г. Котикова — Светланы

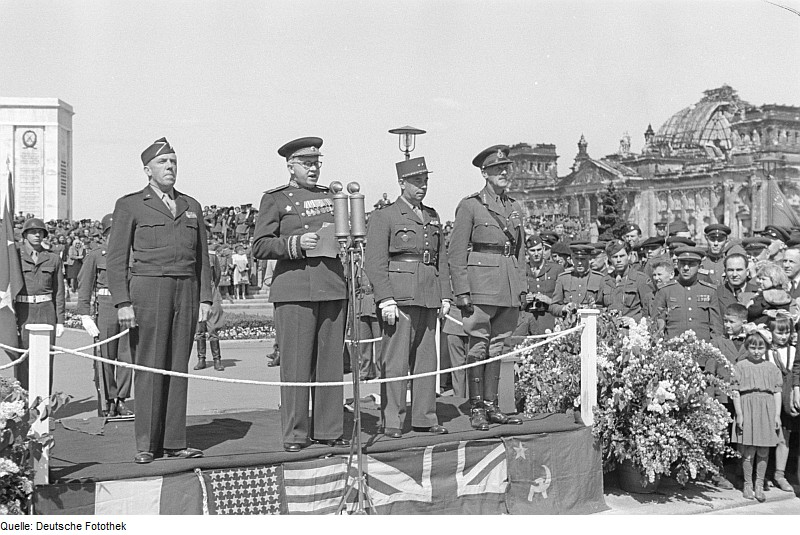
А. Г. Котиков выступает на параде союзников в Берлине. 8 мая 1946 г.

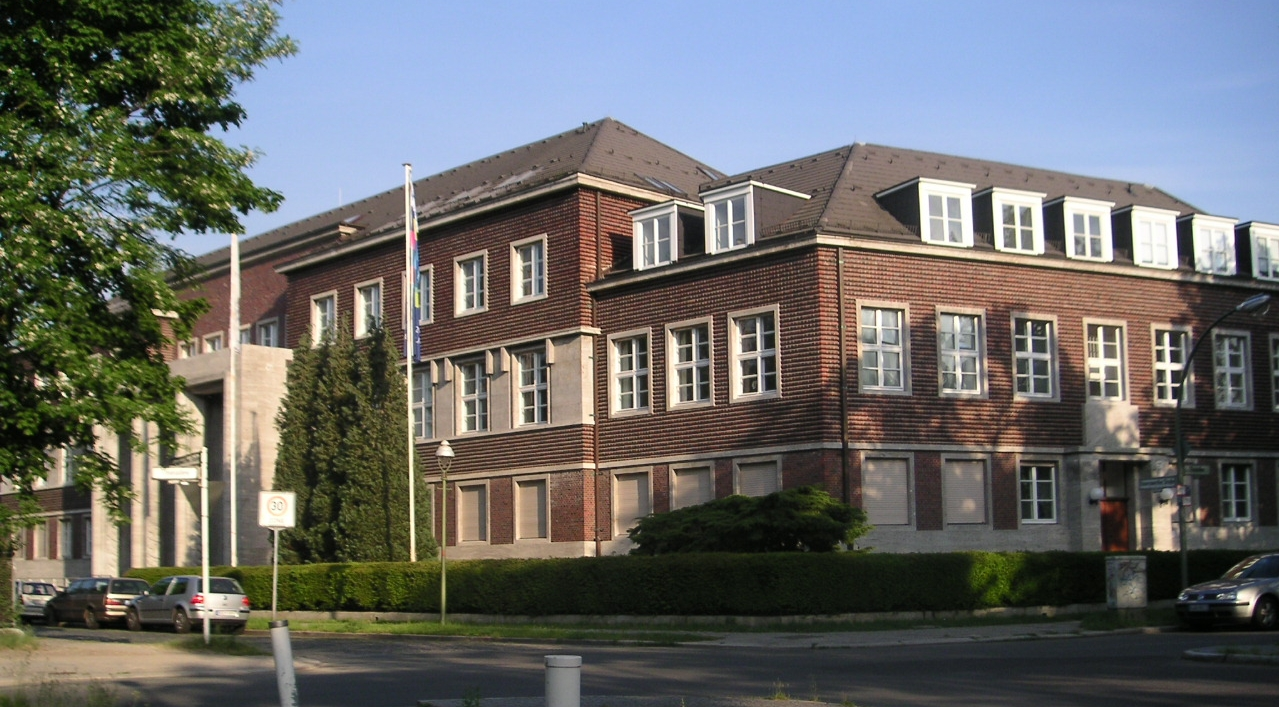
Место службы А. Г. Котикова (1946—1948) — Межсоюзническая комендатура в Берлине

### Деятельность
В 1946 году, по рекомендации Главноначальствующего Советской военной администрации Маршала Советского Союза Г. К. Жукова, А. Г. Котиков назначается начальником Берлинского гарнизона и комендантом советского сектора Берлина со 2 апреля 1946 года. Управлению военного коменданта советского сектора оккупации Берлина, возглавляемому А. Г. Котиковым, в свою очередь, подчинялись окружные, районные и городские военные комендатуры, созданные на оккупированной территории города.
На этой должности занимался продовольственным обеспечением жителей Берлина. После этого бесплатный обед для немецких рабочих на заводах и фабриках в советском секторе Берлина назывался «Котиков-фуд» (нем. Kotikow-Essen) или «тарелка Котикова» (нем. Kotikow-Teller). Много внимания уделял восстановлению разрушенного войной Берлина. Центральная советская военная комендатура Берлина проделала громадную работу по дальнейшей нормализации жизни города и выполнению решений руководителей государств антигитлеровской коалиции.
Котиков рассматривался в международной печати как представитель курса советской политики в Германии, приведшего в 1948 году к блокаде Берлина (Берлинский кризис 1948/1949 гг), а затем к отделению Восточного Берлина от остальной части города. За год до этого, в июне 1947 года, Котиков отказался подтвердить полномочия Эрнста Рёйтера, избранного городским головой большинством голосов на собрании депутатской ассамблеи Берлина.
В октябре 1949 года, после передачи функции управления в советской зоне оккупации правительству ГДР, СВАГ прекращает своё существование и А. Г. Котиков продолжает службу в качестве коменданта Берлина в составе образованной вместо неё Советской контрольной комиссии в Германии под командованием генерала армии В. И. Чуйкова.
В июне 1950 года советское правительство отозвало сотрудников Советской контрольной комиссии в Германии и заменило их штатскими комиссарами. А. Г. Котиков отстранён от должности в Берлине 7 июня 1950 года. На смену ему в качестве советского контрольного комиссара пришёл Сергей Алексеевич Деньгин.

### Памятник Воину-освободителю
В 1946 году военный совет Группы советских оккупационных войск в Германии объявил конкурс на создание проекта памятника-кладбища воинам Советской Армии, павшим при штурме Берлина. Вместе с выигравшим конкурс скульптором Евгением Вучетичем Котиков ездил по городу, подыскивая подходящее место для сооружения нашего памятника. Выбор остановился на месте в Трептов-парке. Александр Георгиевич активно помогал в сооружении ансамбля гигантского мемориала площадью около двухсот тысяч квадратных метров. При активном участии Котикова на стройку был доставлен гранит, обнаруженный в тайнике на берегу Одера, — рейх завозил его туда с 1939 года для планировавшегося памятника «всемирной победе фашизма». Помогал он и в отборе моделей, с которых скульптор лепил главный памятник ансамбля — фигуру Воина-освободителя. А вот девочку, которую воин держит на руке, Вучетич отыскал сам. Немецкие девочки, спасённые при штурме Берлина советскими солдатами, к тому времени уже подросли, поэтому моделью стала старшая трёхлетняя дочь Котикова Светлана.
На торжественной церемонии открытия мемориала 8 мая 1949 года военный комендант Берлина генерал-майор Котиков сказал: «Памятник в центре Европы, в Берлине, будет постоянно напоминать народам мира, когда, как и какой ценой была завоёвана Победа, спасение нашего Отечества, спасение жизней настоящих и грядущих поколений человечества».

## Последние годы
В июле 1950 года откомандирован на учебу в СССР. В 1952 году окончил Военную академию Генштаба. Тяжело болел, много месяцев лежал в госпитале.
В 1955 году ушёл в отставку.
После выздоровления активно занимался лекционной работой. Был членом совета ветеранов 61-й армии. Выступал на заводах, в городах и селах, освобождённых армией от немецко-нацистских захватчиков, поддерживал связь со многими школами. К нему часто обращались по различным вопросам ветераны 61-й армии.
Александр Георгиевич Котиков умер 20 июля 1981 года в возрасте 79 лет в Москве. Похоронен на Кунцевском кладбище Москвы.
После смерти генерала обнаружились черновики мемуаров, которые не были изданы.
Жена А. Г. Котикова и его дочери Елена и Светлана похоронены на сельском кладбище в селе Архангельское Угличского района Ярославской области.

## Награды
- Орден Ленина (20.06.1949)[7]
- Орден Красного Знамени (3.11.1944)[7]
- Орден Красного Знамени (6.4.1945)
- Орден Красного Знамени (30.04.1954)[7]
- Орден Суворова II степени (31.05.1945)
- Орден «Знак Почёта» (14.06.1940)
- Медаль «За оборону Москвы» (1944)
- Медаль «За Победу над Германией» (1945)
- Медаль «За взятие Берлина»
- Медаль «За освобождение Варшавы»
- Юбилейная медаль «XX лет Рабоче-Крестьянской Красной Армии»
- Медаль «За воинскую доблесть. В ознаменование 100-летия со дня рождения Владимира Ильича Ленина»
- Юбилейная медаль «30 лет Советской Армии и Флота»
- Юбилейная медаль «40 лет Вооружённых Сил СССР»
- Юбилейная медаль «Двадцать лет Победы в Великой Отечественной войне 1941—1945 гг.»
- Юбилейная медаль «Тридцать лет Победы в Великой Отечественной войне 1941—1945 гг.»
- Юбилейная медаль «50 лет Вооружённых Сил СССР»
- Юбилейная медаль «60 лет Вооружённых Сил СССР»
- Медаль «Ветеран Вооружённых Сил СССР»
- Орден «Крест Грюнвальда» 3-го класса (ПНР);
- Медаль «За Варшаву 1939—1945» (ПНР).

## Память
- Почётный гражданин г. Белёв Тульской области (1972)[8][9].
- Имя А. Г. Котикова носит улица в городе Белёве.
- Почётный гражданин Берлина (8 мая 1946 года — 29 сентябрь 1992).
- Имя А. Г. Котикова с 1982 по 1991 год носила одна из площадей г. Берлина (нем. Kotikowplatz)[6][10].

## Публикации
- Советские военные коменданты в Берлине после Великой Отечественной войны
- Тульские Известия
- Комендант Берлина
- Войны газетная строка — строка Победы.
- Монумент истины.